# Kosmos 2425
Kosmos 2425, ruski navigacijski satelit (globalno pozicioniranje) iz programa Kosmos. Vrste je GLONASS-M (Glonass br. 716, Uragan M br. 716). 
Lansiran je 25. prosinca 2006. godine u 20:18 s kozmodroma Bajkonura (Tjuratam) u Kazahstanu. Lansiran je u srednje visoku orbitu oko planeta Zemlje raketom nosačem Proton-K/DM-2 8K72K. Orbita mu je 19080 km u perigeju i 19179 km u apogeju. Orbitna inklinacija mu je 64,86°. Spacetrackov kataloški broj je 29671. COSPARova oznaka je 2006-062-B. Zemlju obilazi u 675,71 minutu. Pri lansiranju bio je mase kg.
Još dva Glonassa lansirana su u ovoj misiji. Više dijelova iz ove misije odvojilo se i kružili su u niskoj orbiti i vratili su se u atmosferu, a blok rakete nosača je u srednjoj orbiti.

## Vanjske poveznice
- Glonass  Arhivirana inačica izvorne stranice od 18. lipnja 2006. (Wayback Machine) (rus.)
- Glonass Constellation Status (engl.)
- N2YO.com Search Satellite Database (engl.)
- Celes Trak SATCAT Format Documentation (engl.)
- Kunstman  Arhivirana inačica izvorne stranice od 12. kolovoza 2019. (Wayback Machine) Satellites in Orbit (engl.)